# Laskill Pasture
Laskill Pasture var en civil parish från 1866 till 1986 då den blev en del av Hawnby, i grevskapet North Yorkshire, i England. Civil parish var belägen 21 km från Northallerton och hade 38 invånare år 1971.